# Amat-mamu
Amat-mamu war eine altbabylonische Schreiberin, die für die in Klausur lebenden Nadītu von Sippar tätig war. Sie erreichte ein hohes Alter, so dass sich ihre Tätigkeit auf die Regierungszeiten der Könige Hammurapi I., Šamšu-iluna und Abi-ēšuḫ erstreckte.